# Nordnorsk forfatterlag
Nordnorsk forfatterlag (Nnf) ble etableret på Kjerringøy i 1972, og er en nordnorsk litterær interesseorganisation som arbejder for at fremme og værne om nordnorske forfattere, litteratur og nordnorsk litteratur generelt.
I den første bestyrelse sad forfatter og dramatikeren Magnar Mikkelsen (Finnmark), agronom og skribent Knut Moe (Nordland), journalisten Asbjørn Dybwad (Troms), forfatteren Terje Nilssen og digteren Kjell Sandvik (begge Finnmark). Det første årsmøde blev afholdt i Bodø, mens de senere årsmøder bl.a blev afholdt i Bleikvassli, på Kjerringøy, i Tromsø, Harstad, Narvik og Longyearbyen. I starten var Martin Nag, på vegne af Den norske forfatterforening kritisk over det han kaldte "separatisme, med egen forening i nord". Nordnorsk forfatterlags modtog i 1984 "Fritt Ord-prisen" . 

## Udvalgte udgivelser
- I 1973, antologien Nord-Norge i prosa og lyrikk
- til 25-års-jubilæet: antologien Circum Polaris, med bidrag fra flere af medlemmerne
- I anledning af 35-års-jubilæet i 2007 blev antologien Helt øverst bak havet udgivet på forlaget MargBOK (Tromsø).
- Til 40-års-jubilæet i 2012, udgav de deres første lydbog - antologien ""Noe som er inni noe"".

Medlemskab givet kun efter optagelse på baggrund af indsendte tekster bedømt af deres litterære råd. Før i tiden kom indtægterne fra Nordnorsk Kulturråd. Siden Nordnorsk Kulturråds nedlæggelse, har Nnf modtaget støtte fra Finnmark, Troms og Nordland. 
Den nuværende bestyrelse består af forfatterne Kine Hellebust (leder/Troms), Marit Lund Bødtker (næstformand/Akershus), Rasma Haidri Sjøvoll (medlem/Nordland), Sylvi Inez Liljegren (medlem/Troms) og Gro Kaasen (medlem/Troms)
Indtil 2007 udgav de medlemsbladet og tidskriftet  Skarven.
Deres logo er tegnet af kunstneren Karl Erik Harr.